# Deutz F2L 514/53
Der Deutz F2L 514/53 (ab 1956 als Deutz F2L 514/3 bezeichnet) war ein Schlepper, den Klöckner-Humboldt-Deutz von 1953 bis 1957 herstellte. Die Typenbezeichnung nennt die wesentlichen Motorkenndaten: Fahrzeugmotor mit 2-Zylindern und Lüftkühlung der Baureihe 5 mit einem Kolbenhub von 14 cm. Hinter dem Schrägstrich ist die eigentliche Modellnummer, basierend auf der Jahreszahl des Produktionsbeginns, angegeben.
Der Traktor hat einen 2-Zylinder-Viertakt-Dieselmotor mit einem Hubraum von 2660 cm³ und einer Leistung von 30 PS (22,1 kW). KHD verwendete ein ZF-Getriebe in der Ausführung A-15 mit 5 Vorwärtsgängen und einem Rückwärtsgang. Auf Wunsch konnte das Getriebe mit einem zusätzlichen Kriechgang für Pflege- und Pflanzarbeiten bestellt werden. Darüber hinaus war eine unabhängige Zapfwelle und eine Doppelkupplung erhältlich. Das ermöglichte den Einsatz vor gezogenen Mähdreschern sowie anderen zapfwellengetriebenen Anbaugeräten und machte den Schlepper zu einem Universalfahrzeug. Eine spezielle Hochradvariante brachte zudem mehr Bodenfreiheit. Der Schlepper hat ein Leergewicht von 1920 kg und erreicht eine Höchstgeschwindigkeit von 20 km/h.